# Галактика Андромеды
Гала́ктика Андроме́ды (Тума́нность Андроме́ды, M 31, NGC 224, PGC 2557) — спиральная галактика, наблюдаемая в созвездии Андромеды. Её диаметр составляет 47 килопарсек, что больше, чем у нашей Галактики, и она содержит в несколько раз больше звёзд, чем Млечный Путь. Расстояние от нашей Галактики до неё составляет около 800 килопарсек (2,6 млн. световых лет), что делает её ближайшей из крупных галактик, а также крупнейшей галактикой Местной группы. Её масса приблизительно равна массе Млечного Пути или даже меньше.
Галактика Андромеды имеет как выраженную сферическую подсистему, так и диск с заметными спиральными рукавами, поэтому по классификации Хаббла её относят к типу Sb. Диск содержит более половины звёздной массы галактики, имеет искривлённую форму, в нём наблюдается кольцо радиусом 10 килопарсек с повышенным содержанием областей H II и OB-ассоциаций. Балдж и гало сплюснуты, бар в галактике напрямую не наблюдается, но некоторые признаки указывают на его наличие. В центре галактики имеется двойное ядро, а на периферии наблюдаются различные структуры, образованные приливными взаимодействиями. Звёздное население этой галактики в среднем более старое, чем в нашей галактике, а темп звездообразования более низкий и составляет лишь 20—30 % такового в Млечном Пути.
В галактике Андромеды известно около 400 шаровых звёздных скоплений, что в 2—3 раза больше, чем в Млечном Пути. Система шаровых скоплений и сами эти объекты в некоторых отношениях отличаются от таковых в нашей Галактике: массивные, но довольно молодые скопления в M 31 не имеют аналогов в Млечном Пути. Молодые скопления небольшой массы, похожие на рассеянные скопления Млечного Пути, и OB-ассоциации в галактике Андромеды также присутствуют.
В галактике известно как минимум 35 тысяч переменных звёзд различных типов: в основном это цефеиды, яркие голубые переменные, переменные типа RR Лиры, долгопериодические переменные, а также переменные типа R Северной Короны. За всю историю наблюдений в галактике вспыхнула одна сверхновая — S Андромеды, а новых звёзд регистрируется в среднем пятьдесят в год. Также в галактике есть один кандидат в экзопланеты — PA-99-N2b.
Галактика имеет более 20 спутников, многие из которых — карликовые сфероидальные галактики. Наиболее яркие из них — M 32 и M 110, и, возможно, к её спутникам также относится галактика Треугольника.
Галактика Андромеды и Млечный Путь сближаются, по расчётам, через 4 миллиарда лет произойдёт их столкновение и последующее слияние.
Самое раннее сохранившееся упоминание галактики относится к 964 году нашей эры. До 1920-х годов данных о расстоянии до галактики практически не было, но в 1923 году Эдвин Хаббл показал, что M 31 находится вне нашей Галактики и по некоторым параметрам сравнима с ней. На сегодняшний день это одна из самых изученных галактик.
Галактика Андромеды имеет видимую звёздную величину +3,44m и угловой диаметр в 6 раз больше углового диаметра Луны, благодаря чему она видима невооружённым глазом и популярна как объект для наблюдения среди астрономов-любителей. Туманность Андромеды часто упоминается в научной фантастике.

## Эволюция
Долгое время считалось, что галактика Андромеды и Млечный Путь являются тесными аналогами, в том числе по происхождению, однако накопленные наблюдательные данные указывают на существенные различия в их эволюционной истории. Ряд исследований указывает на то, что Андромеда имела бурное прошлое, характеризующееся масштабными аккреционными событиями.
Модель, предложенная в 2018 году Франсуа Хаммером (Парижская обсерватория), а также независимо Ричардом Д’Соузой (Ватиканская обсерватория) и Эриком Беллом (Университет Мичигана), предполагает, что существенный вклад в формирование современного вида галактики Андромеды внесло столкновение с крупной спиральной галактикой, масса которой составляла около 40 % звёздной массы Млечного Пути. Согласно реконструкции сценария событий, около 6 миллиардов лет назад сторонняя спиральная галактика вошла в сферу влияния темного гало галактики Андромеды. С этим событием, как отмечает Эрик Белл, связано прекращение звездообразования в галактиках-спутниках захваченного объекта из-за потери ими газа. Между 4 и 5 миллиардами лет назад произошло первое тесное сближение, сопровождавшееся вспышкой звездообразования на всём диске галактики Андромеды и в M32. Окончательное столкновение и слияние дисков, согласно наблюдательным данным, состоялось около 2 миллиардов лет назад. Этот катастрофический эпизод вызвал утолщение звездного диска, образование массивного и металлобогатого гало, массовое появление новых звезд и вспышки сверхновых в диске галактики Андромеды. После слияния в самой галактике Андромеде темпы звездообразования резко снизились, а в M32 оно прекратилось полностью. На этот же период приходится формирование самых молодых звезд в гало галактики Андромеды.
Согласно одной из версий ядро галактики, с которой столкнулась галактика Андромеды, сохранилось в виде компактной эллиптической галактики M32. Идея о том, что галактика Андромеды вобрала большую часть звёзд M32, высказывалась ещё в 1972 году Сандрой Фабер. На связь M32 с этим столкновением указывают её необычные свойства: высокая металличность, наличие молодых звёзд и компактные размеры. Однако вопрос о том, является ли M32 остатком разрушенной галактики, остаётся предметом дискуссий. Франсуа Хаммер не согласен с тем, что M32 является остатком слияния, утверждая, что столь массивная вторгшаяся галактика (~40 % массы Млечного Пути, или ~10 масс БМО) должна была испытать сильное динамическое трение и быстро слиться с центром галактики Андромеды без остатка. Также моделирование показывает, что остаток должен находиться к востоку от галактики Андромеды, тогда как M32 расположена к югу. Каролина Гилберт (Институт исследований космоса с помощью космического телескопа) отмечает, что доказательства связи M32 со слиянием считаются косвенными, но интригующими.

## Свойства

### Основные характеристики
Галактика Андромеды — спиральная галактика, удалённая от Млечного Пути на 740—830 килопарсек и наблюдаемая в созвездии Андромеды. По классификации Хаббла имеет тип Sb. Галактика является крупнейшей в Местной группе, а также ближайшей крупной галактикой к Млечному Пути. Хотя расстояние до этой галактики известно с одной из лучших точностей в астрономии, погрешность всё равно заметна и обусловлена неточностью измеренного расстояния до Малого Магелланова Облака, которое служит ступенью шкалы расстояний в астрономии.
Диаметр галактики, измеренный по изофоте 25m на квадратную секунду дуги в фотометрической полосе B, составляет 47 килопарсек, что больше, чем диаметр Млечного Пути. В пределах 30 килопарсек от центра галактики заключена масса в 3⋅1011 M⊙, из которой на звёзды приходится около 1011 M⊙. В более далёких частях галактики звёзды и газ уже практически не наблюдаются, но общая масса в области с радиусом в 100 килопарсек от центра, по разным оценкам, находится в диапазоне 0,8—1,5⋅1012 M⊙, в том числе из-за гало тёмной материи. Всего же галактика содержит порядка триллиона звёзд, а её абсолютная звёздная величина в полосе V составляет −21,2m. Таким образом, галактика Андромеды вдвое больше по размеру, чем Млечный Путь, и содержит в 2,5—5 раз больше звёзд. При этом массы двух галактик как минимум равны, а скорее всего, масса Млечного Пути даже больше за счёт гало, хотя до недавнего времени считалось, что галактика Андромеды значительно массивнее Млечного Пути, так как не было точной информации о массе гало M 31.
Видимая звёздная величина галактики в полосе V составляет +3,44m, а показатель цвета B−V — +0,92m. Плоскость галактики расположена под углом в 12,5° к лучу зрения, позиционный угол её большой полуоси составляет 38°. Величина межзвёздного поглощения в полосе V для галактики составляет 0,19m, а межзвёздное покраснение в цвете B−V — 0,06m, но из-за больших угловых размеров галактики эта величина должна различаться для разных её областей. Северо-западная часть диска галактики — ближайшая к Млечному Пути.

### Структура
Галактика Андромеды имеет как выраженную сфероидальную составляющую, так и диск с заметными спиральными рукавами. По классификации Хаббла её относят к типу Sb, а в классификации де Вокулёра она имеет тип SA(s)b.

#### Диск
В диске галактики содержится 56 % звёздной массы галактики, он обеспечивает 70 % светимости галактики. Диск имеет искривлённую форму: северо-восточная часть диска отклонена к северу, а юго-восточная — к югу относительно его большой оси.
Распределение яркости в диске экспоненциальное, а характерный радиус диска вблизи оптического диапазона зависит от длины волны, уменьшаясь для более коротких волн. Так, характерный радиус диска в полосе U составляет 7,5 килопарсек, в полосе V — 5,7 килопарсека, а в полосе K — только 4,4 килопарсека. Таким образом, окраина диска имеет более голубой цвет и более молодое звёздное население, чем центральные области.
В диске галактики наблюдается множество сегментов спиральных рукавов: во внутренних областях галактики они выделяются в основном за счёт пыли, а во внешних — за счёт сверхгигантов и областей H II. Скорее всего, формирование спиральной структуры в галактике Андромеды не объясняется теорией волн плотности. Кроме спиральной структуры, в диске галактики наблюдается кольцо, окружающее центр на расстоянии приблизительно в 10 килопарсек от него, — так называемый молодой диск (англ. young disc): он отличается большим количеством областей H II и OB-ассоциаций. Молодой диск содержит 1 % звёздной массы звёзд и при моделировании иногда рассматривается как отдельная от диска составляющая галактики.
Диск Андромеды имеет особенности, отличающие его от Млечного Пути. Если диск нашей галактики состоит в основном из тонкого диска (толщиной около 2000 световых лет в окрестностях Солнца) и более старого толстого диска, то диск Андромеды, по словам Франсуа Хаммера, представляет собой преимущественно толстый диск.
В 2015 году Клэр Дорман с коллегами сообщили, что звезды Андромеды старше 2 миллиардов лет имеют очень высокую дисперсию скоростей, что характерно для толстого диска. В 2023 году Джулианна Далкантон и её коллеги измерили толщину звездного диска галактики Андромеды, которая составила примерно 5000 световых лет. Наличие относительно молодых звезд в толстом диске галактики Андромеды указывает на его недавнее формирование, около 2 миллиардов лет назад. Примерно 2-4 миллиарда лет назад по всему диску галактики Андромеды прошла мощная вспышка звездообразования. По словам Бенджамина Уильямса (Вашингтонский университет), наблюдения телескопа Hubble выявляли избыток звезд этого возраста во всех областях диска.

#### Сферическая подсистема
Светимость сферической подсистемы составляет 30 % светимости галактики. Балдж и гало содержат, соответственно, 30 % и 13 % звёздной массы галактики.
Балдж имеет эффективный радиус в 3,8 килопарсека, видимое отношение осей составляет 0,6 ― причиной такой сплюснутости является его вращение. Гало галактики Андромеды также сплюснуто с отношением осей 0,55. Балдж M 31 содержит как классическую составляющую, так и ящикообразную.

#### Гало
Звездное гало галактики Андромеды существенно отличается от гало Млечного Пути. Если гало нашей галактики содержит преимущественно старые звезды с низким содержанием металлов и имеет массу около 1 миллиарда солнечных масс (примерно 2 % от общей звездной массы), то звездное гало галактики Андромеды содержит гораздо больше звёзд — до 20 миллиардов солнечных масс. По утверждению Франсуа Хаммера, гало галактики Андромеды намного сложнее гало нашей галактики.
В 1980-х и 1990-х годах астрономы обнаружили, что гало галактики Андромеды, вопреки ожиданиям, относительно богато металлами. Эрик Белл назвал это открытие «крайне удивительным». В 2001 году Родриго Ибата с коллегами обнаружил звездный поток в южной части гало галактики Андромеды, простирающийся на 330 000 световых лет. Франсуа Хаммер описал этот поток как «гигантский» и «совершенно необычный», не имеющий аналогов в Млечном Пути. Звезды в этом потоке имеют содержание железа около 45 % от солнечного, что значительно выше, чем в гало Млечного Пути (1-10 %).
По одной из гипотез, миллиарды звезд из спиральной галактики, с которой столкнулась галактика Андромеды, были рассеяны по её гало, что объясняет его необычные характеристики.

#### Бар
Галактика Андромеды наклонена к картинной плоскости достаточно сильно, чтобы её бар сам по себе был трудно заметен, но слишком слабо, чтобы балдж имел отчётливую ящикообразную форму. Тем не менее, о наличии в галактике бара, расположенного практически вдоль луча зрения, свидетельствуют некоторые косвенные данные, например, кинематические свойства атомарного водорода или ориентация внутренних изофот галактики.

#### Ядро
В центре галактики Андромеды наблюдается ядро. Его видимая звёздная величина в полосе V составляет 12,6m, что соответствует абсолютной звёздной величине −12,0m. Ядро является двойным: в середине наблюдаются две области, P1 и P2, разделённые расстоянием в 1,8 парсека, где концентрируются звёзды. P1 более яркая, при этом в центре галактики находится не она, а более тусклая P2. Более тусклая область имеет эффективный радиус в 0,2 парсека и, возможно, содержит сверхмассивную чёрную дыру массой 5⋅107 M⊙.
Двойственность ядра можно объяснить либо тем, что галактика Андромеды в прошлом поглотила шаровое скопление или небольшую галактику, ядро которой и наблюдается, либо тем, что ядро частично затенено пылью, что может создавать иллюзию двойственности ядра. Само ядро имеет очень высокую светимость, в 60 раз превышающую светимость среднего шарового скопления в галактике. Также ядро, подобно ядру нашей Галактики, является радиоисточником, но его светимость в этом диапазоне в 30 раз слабее, чем у источника в центре Млечного Пути.

#### Приливные структуры
В галактике наблюдается множество структур, возникших в результате приливных взаимодействий. Особенно они заметны во внешнем гало ― на расстояниях более 50 килопарсек от центра галактики, некоторые из них простираются до расстояний более 100 килопарсек от центра M 31. Эти структуры удаётся отслеживать по звёздам вершины ветви красных гигантов.
Например, Гигантский звёздный поток (англ. Giant stellar stream) ― наиболее заметная из приливных структур M 31 ― образовалась в результате прохождения карликового спутника в нескольких килопарсеках от центра галактики Андромеды. Спутник имел массу, составляющую, по разным оценкам, 1―5⋅109 M⊙, двигался по практически радиальной орбите, а прохождение случилось 1―2 миллиарда лет назад.

### Звёздное население
В центральных частях галактики доминируют звёзды классического балджа, у большинства из которых возраст составляет 11—13 миллиардов лет и наблюдается повышенная металличность ― в центре она равна 0,35 и понижается с удалением от центра. У этих звёзд также наблюдается повышенное содержание альфа-элементов относительно железа. У звёзд бара содержание альфа-элементов относительно железа повышено, но их металличность близка к солнечной. В диске звёздное население более молодое, в некоторых областях его средний возраст составляет 3―4 миллиарда лет. Таким образом, во внутренних областях M 31 сначала за сравнительно короткое время образовался классический балдж и первичный диск, в котором сформировался бар, сейчас наблюдаемый как ящикообразная компонента балджа. После этого звездообразование в балдже продолжалось, что увеличивало металличность центральных областей, а диск сформировался позже.
В гало также наблюдается градиент металличности звёздного населения: она понижается ко внешним областям. На расстоянии в 20 килопарсек от центра медианная металличность составляет −0,5, а на расстояниях более 90 килопарсек она понижается до −1,4. Внутри приливных структур (см. выше) также может наблюдаться определённое распределение металличности: например, в центре Гигантского звёздного потока металличность составляет от −0,7 до −0,5, а на окраине падает до −1,4. Звёзды и шаровые скопления в гало распределены по-разному: для звёзд их пространственная плотность {\displaystyle \rho } зависит от расстояния {\displaystyle R} как {\displaystyle \rho \propto R^{-5}}, а для скоплений — как {\displaystyle \rho \propto R^{-3}}, то есть система шаровых скоплений является более протяжённой, чем звёздная. Кроме того, у звёзд внутренней части гало выше металличность, чем у скоплений, — это может объясняться тем, что скопления сформировались раньше, чем большинство звёзд в гало.
Наиболее яркие звёзды населения I ― OB-звёзды, звёзды Вольфа ― Райе, красные сверхгиганты ― наблюдаются по отдельности, как и ярчайшие красные гиганты из населения II. Например, известно, что звёзды Вольфа — Райе последовательности WN сходны с таковыми во Млечном Пути, а последовательности WC — отличаются более слабыми и широкими линиями в спектре.
Нынешний темп звездообразования в галактике Андромеды составляет 0,35—0,4 M⊙ в год, что соответствует лишь 20—30 % от такового в Млечном Пути, и звёзды в галактике Андромеды в среднем более старые. В полосе g соотношение масса — светимость в единицах M⊙/L⊙ составляет порядка 5,3 для балджа, 5,2 для диска, 6,2 для гало и 1,2 для молодого диска.

### Звёздные скопления и ассоциации
Галактика Андромеды имеет выраженную систему шаровых звёздных скоплений: их известно около 400, что в 2—3 раза больше, чем в Млечном Пути, а по теоретическим оценкам их в галактике примерно 450. Среди них — скопление Майалл II, самое яркое скопление в Местной группе, которое имеет массу в 7—15 миллионов масс Солнца (что вдвое больше, чем у Омеги Центавра) и, возможно, является ядром разрушенной карликовой галактики. В среднем шаровые звёздные скопления в галактике Андромеды имеют бо́льшую металличность, чем в Млечном Пути.
В галактике Андромеды известны скопления с большим количеством звёзд, по возрастам занимающие три диапазона: первый — от 100 до 500 миллионов лет, второй — около 5 миллиардов лет, третий — 10—12 миллиардов лет, при этом некоторые из таких скоплений относятся к диску галактики. В отличие от галактики Андромеды, в Млечном Пути скопления с большим количеством звёзд — шаровые скопления — практически одинаково старые, с возрастом 10—12 миллиардов лет, а молодые отсутствуют.
Вероятно, наличие молодых скоплений в галактике Андромеды объясняется поглощением ею неправильных галактик в прошлом. Такие скопления малого возраста могут рассматриваться и как шаровые, и как отдельный тип, называемый населёнными голубыми скоплениями (англ. populous blue clusters), представители которого считаются предшественниками типичных шаровых скоплений.
Кроме того, в галактике Андромеды имеются звёздные скопления, по характеристикам промежуточные между шаровыми звёздными скоплениями и карликовыми сфероидальными галактиками, аналогов которым в Млечном Пути не обнаружено. Хотя их светимости и цвета такие же, как и у обычных шаровых скоплений, они отличаются очень большими радиусами — порядка 30 парсек.
В галактике Андромеды нет выраженной границы между скоплениями гало и скоплениями балджа, в отличие от Млечного Пути. В нашей Галактике скопления балджа имеют металличность выше −1,0, а скопления гало — ниже, а скоплений с промежуточными значениями металличности наблюдается мало, в то время как в галактике Андромеды распределение скоплений по металличностям более равномерное. Кроме того, в M 31 некоторые скопления, расположенные в гало достаточно далеко от центра, имеют относительно высокие металличности — до −0,5.
Молодые скопления небольшой массы, похожие на рассеянные скопления Млечного Пути, в галактике Андромеды также присутствуют — по оценкам, в M 31 таких объектов должно быть около 10 тысяч. В галактике известно около 200 OB-ассоциаций: они сосредоточены в спиральных рукавах и в молодом диске (см. выше), но даже там их концентрация относительно мала в сравнении с нашей Галактикой.

### Межзвёздная среда
Межзвёздная среда M 31 состоит из газа с разной температурой и пыли. Общая масса атомарного водорода в галактике составляет около 4⋅109 M⊙, а масса пыли — 5⋅107 M⊙.
В галактике Андромеды пыли достаточно, чтобы она наблюдалась в виде пылевых полос, частично затемняющих свет с северо-западной стороны от балджа. Пылевые полосы хорошо заметны из-за большого угла наклона плоскости галактики к картинной плоскости. Всего в галактике известно более 700 отдельных пылевых облаков.
Пыль в галактике M 31 влияет на поглощение и покраснение света. Помимо того избытка цвета, которое создаёт пыль в нашей Галактике, покраснение в цвете B−V за счёт пыли в галактике Андромеды в некоторых областях достигает 0,45m. Зависимость величины поглощения от длины волны отличается от таковой для пыли Млечного Пути. Пыль также вносит вклад в поляризацию излучения M 31, и зависимость степени поляризации от длины волны тоже отличается от наблюдаемой в нашей Галактике. Из-за некоторого нагрева пыль сама излучает в инфракрасном диапазоне. Отношение количества пыли к количеству газа постепенно уменьшается от центра галактики к периферии.
Атомарный водород в M 31 сосредоточен в диске, особенно в спиральных рукавах и в кольце радиусом в 10 килопарсек (см. выше), а искривление диска лучше всего заметно именно по структуре атомарного водорода. В местах, где происходит активное звездообразование, плотность атомарного водорода снижена.
В галактике известно более 3900 областей H II, а также 26 остатков сверхновых и ещё 20 кандидатов в такие объекты. Кроме них, известно более 4200 планетарных туманностей, а всего в галактике, по оценкам, их должно быть около 8 тысяч. Остатки сверхновых отличают от областей H II по наличию излучения нетепловой природы в радиодиапазоне. Хотя области H II в галактике сами по себе довольно типичны, в их совокупности мало ярких объектов. Металличность областей H II понижается от центра к окраине галактики.
В галактике также наблюдается излучение отдельных молекул ― например, CO, которые располагаются в молекулярных облаках. В спиральных рукавах излучение приходит из гигантских молекулярных облаков с массами порядка 106 M⊙, а между рукавами излучают менее крупные облака с массами порядка 104 M⊙.

### Переменные звёзды
В галактике Андромеды известно как минимум 35 тысяч переменных звёзд различных типов. В первую очередь это цефеиды — яркие звёзды с определённой зависимостью между периодом и светимостью, по которой можно определять расстояние до них. В галактике известно 2686 таких звёзд, большинство цефеид имеет периоды от 5 до 125 суток. Среди других известных типов переменных — яркие голубые переменные, переменные типа RR Лиры, долгопериодические переменные, а также переменные типа R Северной Короны.
Одна из переменных звёзд — M31-RV — проявилась довольно необычным образом: она резко увеличила свою яркость в 1988 году, достигла абсолютной звёздной величины −10m и стала одной из самых ярких звёзд галактики, а затем потускнела и перестала быть видимой. При этом по наблюдаемым свойствам эта звезда сильно отличалась от типичных новых звёзд и была похожа на переменную V838 Единорога, вспыхнувшую в нашей Галактике. Одно из возможных объяснений такого поведения ― слияние двух звёзд.

#### Новые и сверхновые
В галактике Андромеды вспыхивает в среднем около 50 новых звёзд в год, всего в галактике зарегистрировано не менее 800 таких объектов. При этом отношение частоты вспышек новых звёзд к светимости галактики довольно низко по сравнению с другими галактиками, что может быть связано с низким темпом звездообразования в M 31. У одной из повторных новых звёзд ― M31N 2008-12a ― вспышки наблюдались уже как минимум 8 раз.
За всю историю наблюдений в галактике была зарегистрирована единственная сверхновая — S Андромеды, наблюдавшаяся в 1885 году. Её видимая звёздная величина составила 6,7m в максимуме блеска, и современниками она была принята за новую звезду, а не сверхновую (см. ниже). Количество остатков сверхновых, а значит, и частота их вспышек в галактике невелики для её светимости из-за пониженного темпа звездообразования.

### Экзопланеты
В галактике есть кандидат в экзопланеты — PA-99-N2b, на существование которого может указывать событие микролинзирования, наблюдавшееся в 1999 году. Однако после объявления об открытии оно было поставлено под сомнение, и на данный момент планета считается неподтверждённой.

### Радиоизлучение
Как и многие галактики, M 31 излучает в радиодиапазоне, но мощность этого излучения невелика, поэтому галактику Андромеды не относят к радиогалактикам. Например, на частоте 325 МГц наблюдается 405 источников, среди них, например, остатки сверхновых. Радиоизлучение приходит в основном из центра галактики и из кольца с радиусом в 10 килопарсек, а области, где мощность радиоизлучения повышена, соответствуют областям более активного звездообразования. Радиоизлучение M 31 поляризовано: галактика имеет магнитное поле, поэтому электроны, движущиеся в нём с релятивистскими скоростями, создают поляризованное синхротронное излучение.

### Рентгеновские источники
В галактике Андромеды известно как минимум 1897 источников рентгеновского излучения, некоторые из которых проявляют переменность. Среди этих источников — рентгеновские двойные и остатки сверхновых, также мягкое рентгеновское излучение создают белые карлики с высокой температурой. Некоторые источники наблюдаются в шаровых скоплениях галактики — яркость скоплений M 31 в рентгеновском диапазоне выше, чем шаровых скоплений Млечного Пути. Ещё одно отличие источников в галактике Андромеды от источников в Млечном Пути — сосредоточение в центре: ярких источников в балдже M 31 гораздо больше, чем в балдже Млечного Пути, а ещё более сильным различие становится при сравнении внутренних частей балджей.

### Движение
Лучевая скорость M 31 относительно Земли равна −310 км/с, а относительно центра Млечного Пути −120 км/с, то есть галактики сближаются. Тангенциальная скорость галактики Андромеды составляет 57 км/с, так что галактики столкнутся в будущем (см. ниже).
Кривая вращения галактики имеет максимум в области 1—15 килопарсек от центра, на этих расстояниях скорость вращения галактики составляет 240—250 км/с. С точки зрения наблюдателей на Земле вращение галактики происходит против часовой стрелки.

#### Столкновение Млечного Пути и галактики Андромеды
Поскольку галактика Андромеды и Млечный Путь сближаются со скоростью около 120 км/с, а тангенциальная скорость галактики Андромеды при этом достаточно мала, галактики в будущем столкнутся. Это произойдёт через 4 миллиарда лет, после чего на процесс слияния уйдёт ещё 2 миллиарда лет, а в результате слияния образуется эллиптическая галактика. При слиянии галактик столкновения отдельных звёзд всё равно будут маловероятны из-за низкой концентрации звёзд, но, возможно, Солнечная система будет выброшена на далёкое расстояние от центра получившейся галактики. В этом столкновении будет участвовать галактика Треугольника, и возможно, Млечный Путь столкнётся с ней раньше, чем с галактикой Андромеды.

### Спутники
У галактики Андромеды известно более 20 галактик-спутников. Многие из спутников M 31 — карликовые сфероидальные галактики, подобных которым в системе Млечного Пути не наблюдается. В Местной группе эти спутники с самой M 31 образуют подгруппу Андромеды. Наиболее яркие и заметные из спутников — M 32 и M 110, кроме того, возможно, к спутникам галактики Андромеды относится галактика Треугольника.
Приливное взаимодействие между галактикой и спутниками приводит к тому, что с некоторыми из спутников связаны звёздные потоки и другие приливные структуры (см. выше). Кроме того, M 32 прошла через диск галактики Андромеды 200 миллионов лет назад или раньше, что привело к деформации спиральных рукавов и появлению кольца в галактике, а между этими двумя галактиками наблюдается «мост» из вещества.

## История изучения

### До XX века
При хороших условиях наблюдения галактика Андромеды видна невооружённым глазом как туманность и, скорее всего, неоднократно наблюдалась в древности. Однако первое сохранившееся упоминание о ней датируется лишь 964 (либо 965) годом нашей эры и содержится в Книге неподвижных звёзд, составленной Ас-Суфи, где она описана как «маленькое облако».
Из европейских источников, упоминающих туманность, известна голландская карта звёздного неба, которая датируется 1500 годом. Первым, кто наблюдал её с помощью телескопа, был Симон Марий в 1612 году. Туманность обнаружил также Джованни Баттиста Годиерна и, не зная о предыдущих наблюдениях, в 1654 году заявил о её открытии. В 1661 году галактику наблюдал Исмаэль Буйо и отметил при этом, что её открыл анонимный астроном в начале XVI века; тем не менее, Эдмунд Галлей считал первооткрывателем именно Буйо и указал это в своей работе 1716 года, посвящённой туманностям. Шарль Мессье внёс туманность в свой каталог в 1764 году под 31-м номером. В качестве первооткрывателя он указал Симона Мария, хотя тот не был первооткрывателем и не заявлял об открытии. Позже Мессье внёс в каталог и два спутника галактики — M 32 и M 110.
Уильям Гершель был первым, кто стал систематически исследовать туманности, в том числе и галактику Андромеды. Он считал, что M 31 и другие туманности рассеивают свет звёзд, из-за чего и выглядят туманными объектами, — это предположение оказалось верным для многих туманностей, но не для галактики Андромеды. Кроме того, Гершель ошибочно полагал, что за периоды в несколько лет внешний вид туманности меняется. Эта идея основывалась на том, что во времена Гершеля фотографии не существовало, и астрономы были вынуждены полагаться на зарисовки небесных тел, которые различались в зависимости от наблюдателя. В 1785 году Гершель ошибочно оценил расстояние до галактики как 2000 расстояний до Сириуса, то есть 17 тысяч световых лет, но верно предположил, что туманность Андромеды похожа на Млечный Путь.
В 1847 году Джордж Бонд впервые обнаружил пылевые полосы в галактике. В 1864 году Уильям Хаггинс заметил, что спектры туманностей делятся на непрерывные, которые встречаются также у звёзд, и эмиссионные, которые наблюдаются у газопылевых туманностей. Хаггинс обнаружил, что спектр M 31 непрерывен.
В 1885 году в галактике вспыхнула сверхновая — S Андромеды, первая зарегистрированная сверхновая вне Млечного Пути и пока что единственная в галактике Андромеды (см. выше). Эта сверхновая была принята за новую звезду, и эта ошибка утвердила мнение, что M 31 находится в нашей Галактике.
В 1887 году Исаак Робертс сделал первую в истории фотографию M 31, на которой были обнаружены некоторые детали структуры галактики. Робертс заметил кольцеобразные структуры и сделал ошибочный вывод, что он наблюдает туманность, где образуется планетная система. В 1899 году он сделал больше фотографий галактики и понял, что структуры, принятые им за кольца, на самом деле являются спиральными рукавами.
В 1888 году Джон Дрейер опубликовал Новый общий каталог, содержащий 7840 туманностей, звёздных скоплений и других объектов. Галактика Андромеды вошла в него как NGC 224. Кроме самой галактики, в каталог вошло находящееся в ней звёздное скопление NGC 206. Уже известные компаньоны M 32 и M 110 вошли в каталог как NGC 221 и NGC 205 соответственно; ещё два спутника получили обозначения NGC 147 и NGC 185.

### XX век
В 1912 году Весто Слайфер измерил лучевую скорость M 31 и выяснил, что она приближается к Земле со скоростью 300 км/с, что оказалось наибольшим значением из всех измеренных до этого. Это стало свидетельством того, что туманность находится вне Млечного Пути. Слайфер также обнаружил вращение галактики: на угловом расстоянии в 20 минут дуги от центра лучевая скорость отличалась на 100 км/с.
До 1920-х годов данных о расстоянии до галактики практически не было, а различные попытки измерения часто приводили к неопределённым или совершенно неверным результатам. Например, Карл Болин в 1907 году обнаружил у M 31 параллакс в 0,17 секунды дуги, что привело к измеренному расстоянию всего в 6 парсек. Напротив, величина параллакса, которую измерил Адриан ван Маанен в 1918 году, была меньше величины погрешности измерения. Другие методы также приводили к подобным результатам.
В 1922 году Эрнст Эпик предположил, что сплюснутость центральных частей галактики вызвана их вращением, и, зная саму скорость вращения, оценил расстояние до галактики в 450 килопарсек. В 1923 году Кнут Лундмарк по видимому блеску новых звёзд, обнаруженных в галактике, получил расстояние немногим более 1 мегапарсека. По порядку величины эти результаты сходятся с общепринятым значением.
В 1923 году Эдвин Хаббл обнаружил в галактике Андромеды две цефеиды — переменные звёзды, для которых была известна зависимость между периодом и светимостью. Благодаря этому открытию он позже определил, что расстояние до M 31 значительно превышает размеры Млечного Пути. Тем самым туманность Андромеды стала одним из первых астрономических объектов, для которого было доказано местонахождение вне нашей Галактики. Впоследствии число переменных звёзд, известных Хабблу, увеличилось до 50, и в 1929 году он опубликовал работу, посвящённую галактике Андромеды. Оценка расстояния по цефеидам, сделанная Хабблом, составила 275 килопарсек ― она оказалась сильно занижена, поскольку в то время не было известно, что цефеиды делятся на два типа с разными зависимостями между периодом и светимостью. Хаббл измерил массу галактики и некоторые другие её характеристики. Оценка массы также оказалась сильно заниженной и составила 3,5⋅109 M⊙, но, несмотря на ошибочность результатов, Хаббл смог показать, что M 31 ― галактика, во многом сравнимая с нашей.
После того как была опубликована работа Хаббла, важный вклад в изучение M 31 внёс Вальтер Бааде. До этого Хабблу удавалось различить отдельные звёзды только на периферии галактики, а Бааде в 1944 году смог пронаблюдать отдельные красные гиганты в центральной части галактики. Он обнаружил, что такие же красные гиганты наблюдаются в спутниках M 31 и в шаровых скоплениях Млечного Пути. Впоследствии Бааде сделал вывод, что в галактиках присутствует два звёздных населения: население I и население II. В 1952 году, также благодаря наблюдениям M 31, Бааде выяснил, что цефеиды населения I и населения II имеют различную зависимость между периодом и светимостью. При равных периодах цефеиды населения I в среднем в четыре раза ярче, чем населения II, поэтому в результате этого открытия оценки расстояния до галактик увеличились в два раза.
В дальнейшем были сделаны различные открытия. Например, в 1958 году Жерар Анри де Вокулёр изучил профиль яркости галактики и впервые разделил в нём вклад балджа и диска. В 1964 году Сидни ван ден Берг обнаружил OB-ассоциации в галактике, а в том же году Бааде и Хэлтон Арп опубликовали каталог областей H II. Первые планетарные туманности в галактике также открыл Бааде, но в больших количествах их стали открывать в 1970-х годах. В 1989 году был открыт остаток сверхновой S Андромеды, а в 1991 году с помощью телескопа Хаббл выяснилось, что ядро галактики является двойным.

### XXI век
В XXI веке галактика Андромеды становилась объектом различных исследований. Среди них, например, The Panchromatic Hubble Andromeda Treasury (PHAT) ― многополосное фотометрическое исследование части диска и центральной области галактики с помощью телескопа Хаббл. Его цель ― открытие звёздных скоплений, определение возрастов и металличностей отдельных звёзд и истории звездообразования в галактике. Другой пример ― The Pan-Andromeda Archaeological Survey (PAndAS) ― фотометрическое исследование внешних областей галактики, её гало и приливных структур в нём, а также спутников и удалённых звёздных скоплений. Кроме того, с помощью данных, полученных в 2018 году на космическом телескопе Gaia, была изучена динамика самой галактики и большого числа звёзд в ней.
Галактика Андромеды является наиболее изученной из внешних галактик: в частности, она представляет интерес тем, что, в отличие от Млечного Пути, она наблюдается со стороны и все её особенности хорошо видны, а не скрыты межзвёздной пылью.

## Наблюдения
Галактика Андромеды наблюдается в одноимённом созвездии. Она имеет видимую звёздную величину +3,44m, что делает её не только видимой невооружённым глазом, но и самой яркой галактикой северного полушария небесной сферы. Оценка её угловых размеров зависит от критериев и условий наблюдения, но в среднем размеры считают равными 3° × 1°, а значит, угловой диаметр галактики Андромеды в 6 раз больше углового диаметра Луны. Галактика видима во всём северном полушарии, а в южном — на широтах севернее −40°, а лучший месяц для наблюдения — ноябрь. Все эти свойства делают галактику достаточно популярным объектом для наблюдения.
Иногда эту галактику рассматривают как самый удалённый объект, видимый невооружённым глазом, хотя опытные наблюдатели могут разглядеть более удалённую галактику Треугольника.
Несмотря на высокий видимый блеск, поверхностная яркость галактики из-за её больших размеров невысока. Условия видимости сильно зависят от уровня светового загрязнения, хотя и в меньшей степени, чем для других галактик. При некотором световом загрязнении всё ещё видна самая яркая центральная часть галактики, при использовании бинокля или небольшого телескопа можно заметить самые яркие спутники — M 32 и M 110, но структура остаётся неразличимой, и галактика видна как туманное пятно в форме овала.
В телескоп с диаметром объектива 150 мм уже удаётся заметить структуру галактики — например, пылевые полосы, а также отдельные объекты: NGC 206 и некоторые шаровые скопления. Использование ещё более крупных инструментов, диаметром 350 мм, позволяет различить множество деталей: выделяется звездоподобное ядро, видны пылевые полосы в деталях. Можно заметить множество шаровых и рассеянных скоплений, а также отдельные яркие звёзды, например, AF Андромеды. Кроме того, становятся заметны галактики, находящиеся за M 31 на луче зрения: Маркарян 957 и 5Zw 29. Для наблюдения ближайших спутников M 31 — Андромеды I, II и III — необходим телескоп с диаметром объектива 500 мм. При фотографировании с длительной выдержкой детали на изображении могут быть видны даже без использования телескопа.

## В культуре
В массовой культуре галактика Андромеды используется главным образом как локация в различных научно-фантастических произведениях. В литературных произведениях, например, роман Ивана Ефремова «Туманность Андромеды» (1955—1956 годы), в котором галактика Андромеды — первая из галактик, с цивилизациями которой удаётся установить контакт. Среди кинофильмов — сериал A for Andromeda (1961 год), в котором сюжет основывается на том, что учёные приняли радиосообщение, отправленное из галактики Андромеды, а также сериал Star Trek, в одной из серий которого из галактики прибывают разумные существа. Галактика присутствует и в компьютерных играх, например, в Mass Effect: Andromeda действие происходит в этой галактике.

### Комментарии
1. 1 2  Металличность {\displaystyle {\ce {[Fe/H]}}} соответствует доле элементов тяжелее гелия, равной {\displaystyle {\ce {Z = 10^{[Fe/H]}}}} солнечной[36].
2. ↑  Поскольку калибровка шкалы расстояний до этого производилась по цефеидам населения II, наблюдаемым в шаровых скоплениях, а во внешних галактиках наблюдались цефеиды населения I, это приводило к недооценке расстояний до галактик, в том числе и M 31, в два раза[105].